# حزب ملی کارگران (اسپانیا)
حزب ملی کارگران (به اسپانیایی: Partido Nacional de los Trabajadores) یک حزب سیاسی کوچک راست‌گرای افراطی در اسپانیا است. این حزب در انتخابات پارلمانی سال ۲۰۰۴ ۳۷۹ رای بدست آورد.
حزب ملی کارگران از تشدید مجازات برای مجرمان، مجازات اعدام برای تروریست‌ها، مخالفت با مهاجرت، حمایت از وحدت اسپانیا و مخالفت با ازدواج همجنس‌گرایان دفاع کرد.
در مارس ۲۰۰۰، حزب ملی کارگران به ائتلاف اسپانیا ۲۰۰۰ پیوست.